# Haapsalu
Haapsalu (Duits/Zweeds, hist: Hapsal) is een stad in het westen van Estland, de hoofdplaats van de gemeente Haapsalu en de hoofdstad van de provincie (maakond) Läänemaa. De stad telt 9693 inwoners (2024) en is gelegen aan een baai van de Oostzee, de Baai van Haapsalu (Haapsalu laht). Het stadje is een geliefd kuuroord en kan terugzien op een lange geschiedenis.

## Geschiedenis
Haapsalu kwam tot ontwikkeling toen het in 1263 de zetel was geworden van de bisschop van Saare-Lääne (ook: Ösel-Wiek, de Duits/Zweedse naam). De ommuurde ruïne van de bisschoppelijke burcht, het Kasteel Haapsalu, getuigt van deze vroegere status. Binnen de muren bevindt zich ook de domkerk, gewijd aan Sint-Nicolaas, die in de Tweede Wereldoorlog zwaar beschadigd werd en inmiddels is hersteld. Het is de grootste eenbeukige kerk in het Baltische gebied. De kerk is het middelpunt van een jaarlijks schouwspel, waarbij bij volle maan in augustus een Witte Dame in het venster van de doopkapel verschijnt: het is een van de grootste folkloristische spektakels in Estland. In 1279 kreeg Haapsalu stadsrechten.
Haapsalu raakte in de 14de eeuw in verval, toen de bisschopszetel naar Kuressaare op het eiland Saaremaa werd verplaatst. Pas in de 19de eeuw leefde het weer op, toen het tot ontwikkeling kwam als kuuroord. Vanuit het relatief dichtbijgelegen Sint-Petersburg werd het door velen bezocht, waaronder de componist Pjotr Iljitsj Tsjaikovski. Zijn vroege pianostukken Souvenir de Hapsal (1867) herinneren aan zijn verblijf in deze plaats. Volgens sommigen zou hij hier ook aan zijn 6de symfonie hebben gewerkt. Een fragment uit deze symfonie staat in elk geval afgebeeld op de Tsjaikovskibank (Tšaikovski pink, 1940), een populair object op de Kuurpromenade. De kuurzaal dateert uit 1898.
Een andere beroemde kuurgast was de Russische tsaar, voor wie het treinstationnetje van Haapsalu in 1906 werd voorzien van een monumentale, houten perronoverkapping. Op dat moment was het perron van het station van Haapsalu het langste ter wereld. Het station van Haapsalu is sinds 1995 niet meer in gebruik en huisvest tegenwoordig een spoorwegmuseum.
Behalve met Tsjaikovski is Haapsalu met meer componisten verbonden: Rudolf Tobias, een van Estlands eerste componisten, bracht er zijn jeugd door. De in Estland als koorcomponist zeer gewaardeerde Cyrillus Kreek woonde er het grootste deel van zijn leven.
Voor de Tweede Wereldoorlog was Haapsalu het culturele centrum van de Zweedse gemeenschap van Estland, die op verschillende plaatsen aan de Estische westkust en op de eilanden woonde, maar die onder de sovjets werd verdreven. Een klein museum is aan haar geschiedenis gewijd.
Even ten westen van Haapsalu ligt het haventje van Rohuküla, waarvandaan veerdiensten worden onderhouden naar de eilanden Hiiumaa en Vormsi.

## Bestuurlijk

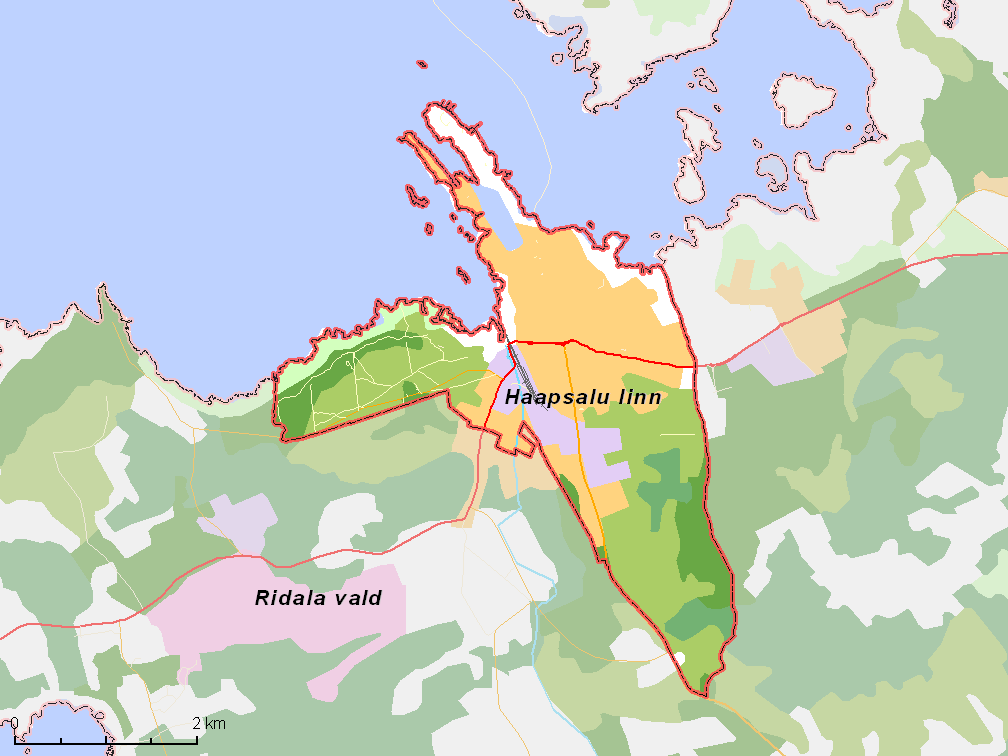
De gemeente met omliggende gemeenten, situatie begin 2017

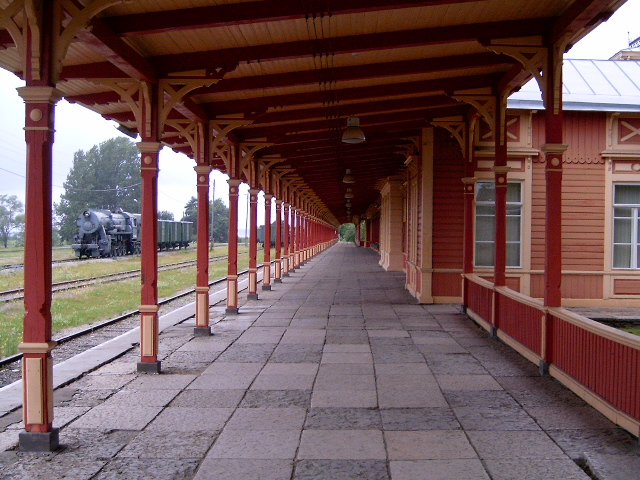
Het voormalige station van Haapsalu, in gebruik als museum

Tot in oktober 2017 was Haapsalu een aparte stadsgemeente. In die maand werd de gemeente samengevoegd met de gemeente Ridala en ontstond de gemeente Haapsalu, die officieel nog steeds stadsgemeente is, maar er meer dan 250 km² platteland bij gekregen heeft.

## Sport
In Haapsalu ligt het multifunctionele Haapsalustadion. Een van de voetbalclubs die hier spelen is Läänemaa JK.

## Geboren
- Evert Horn (11 juni 1585 - 30 juli 1615), Zweeds veldmaarschalk
- Alexander Gortsjakov (15 juni 1798 – 11 maart 1883), Russisch diplomaat
- Eda-Ines Etti (26 mei 1981), zangeres
- Kaia Kanepi (10 juni 1985), tennisster
- Rimo Hunt (5 november 1985), voetballer
- Katrina Lehis (19 december 1994), schermster

## Afbeeldingen

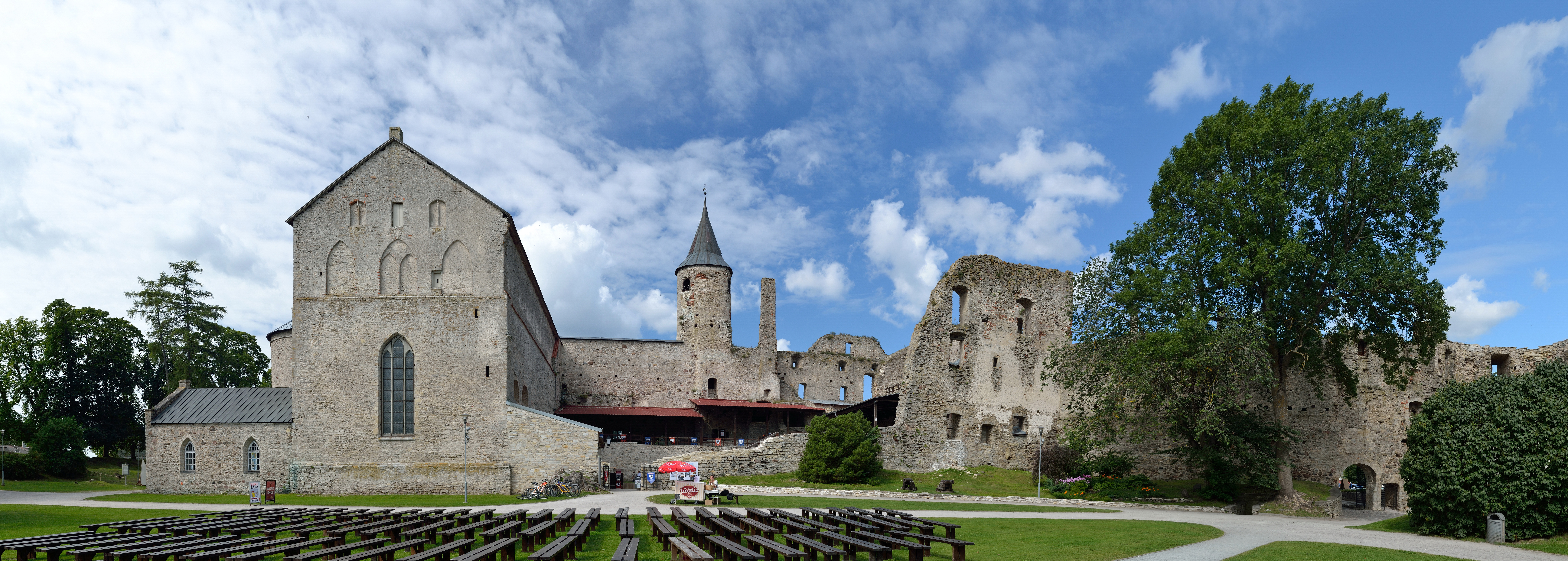
Bisschopsburcht
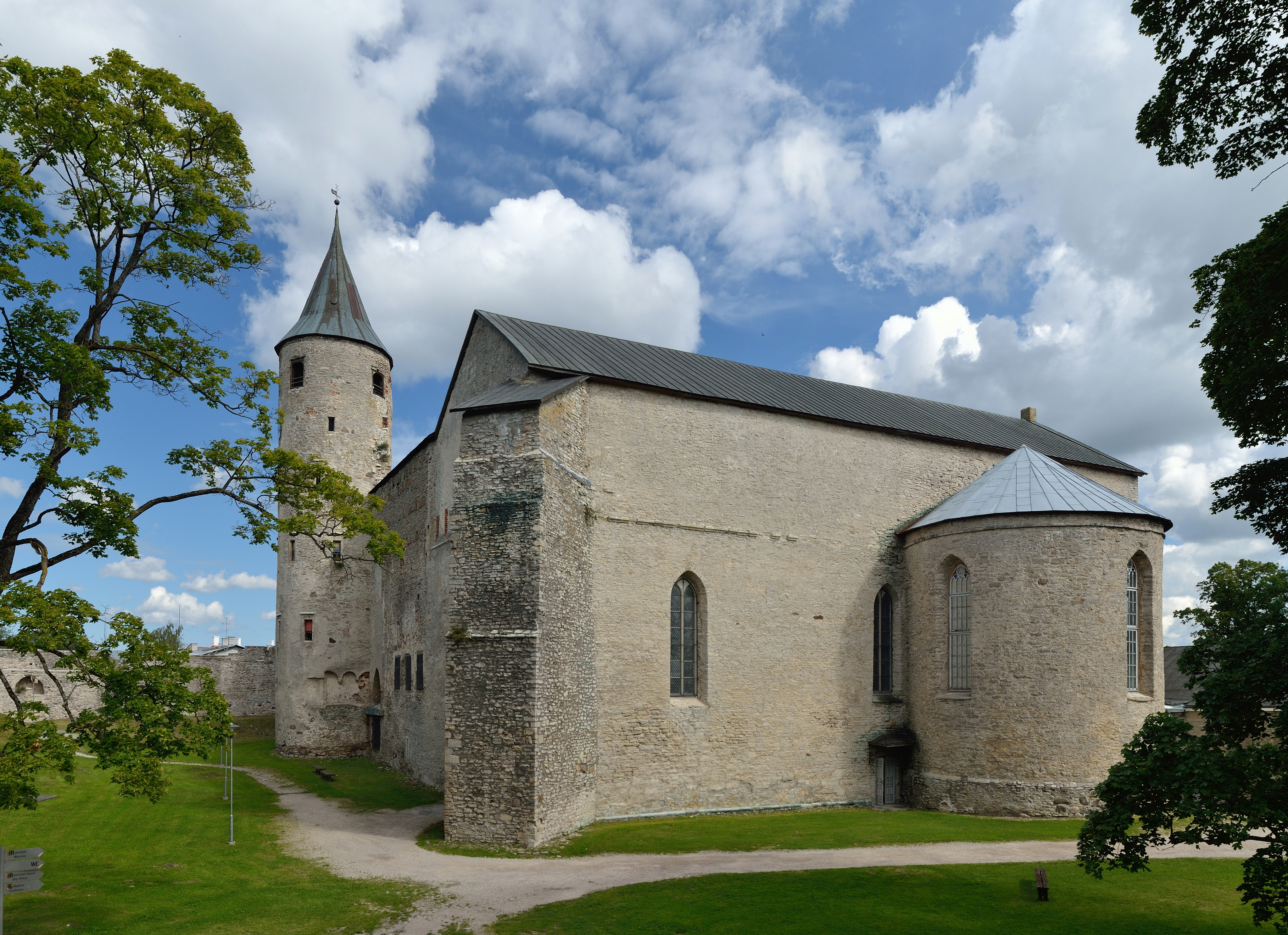
Domkerk
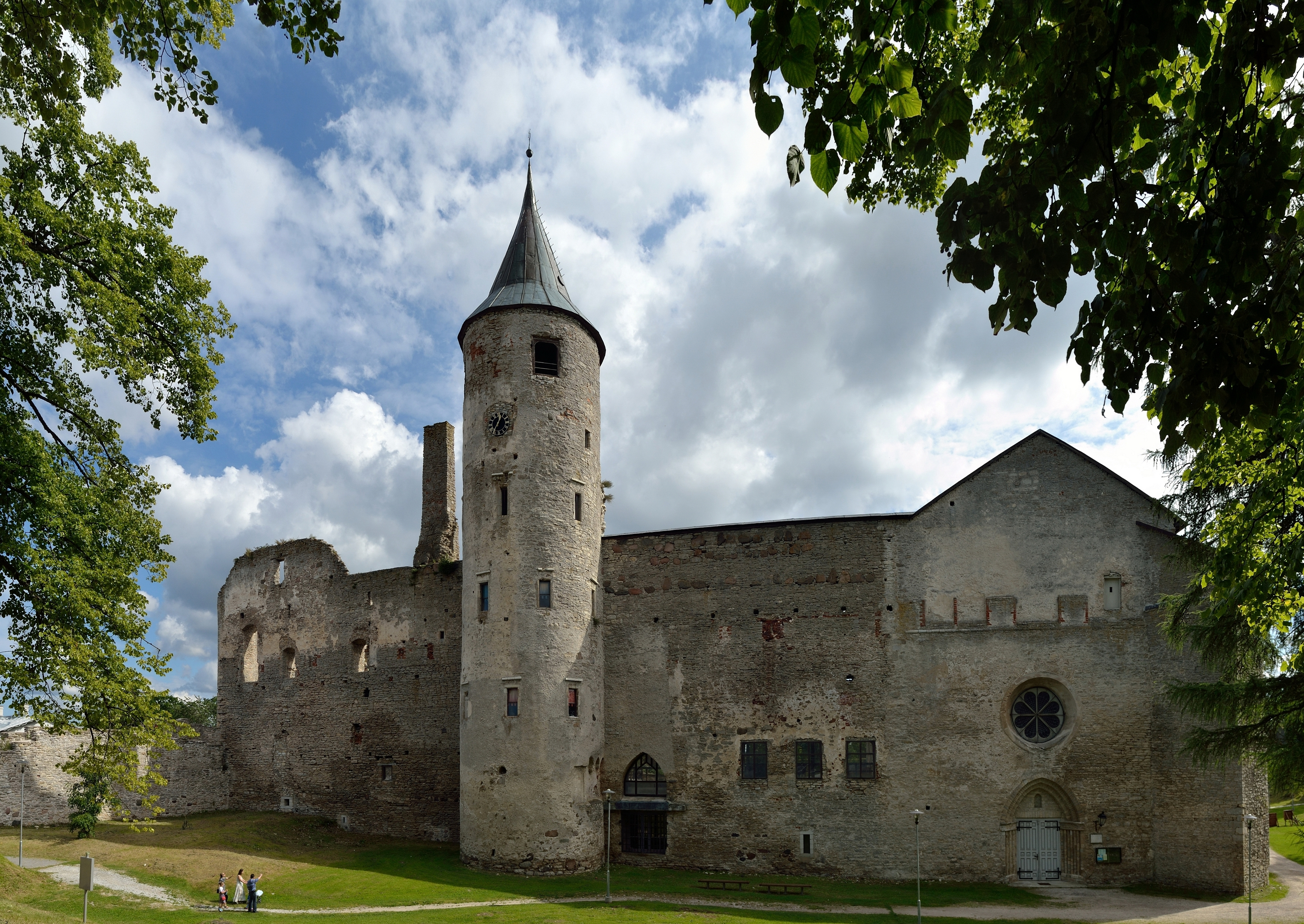
Bisschopsburcht
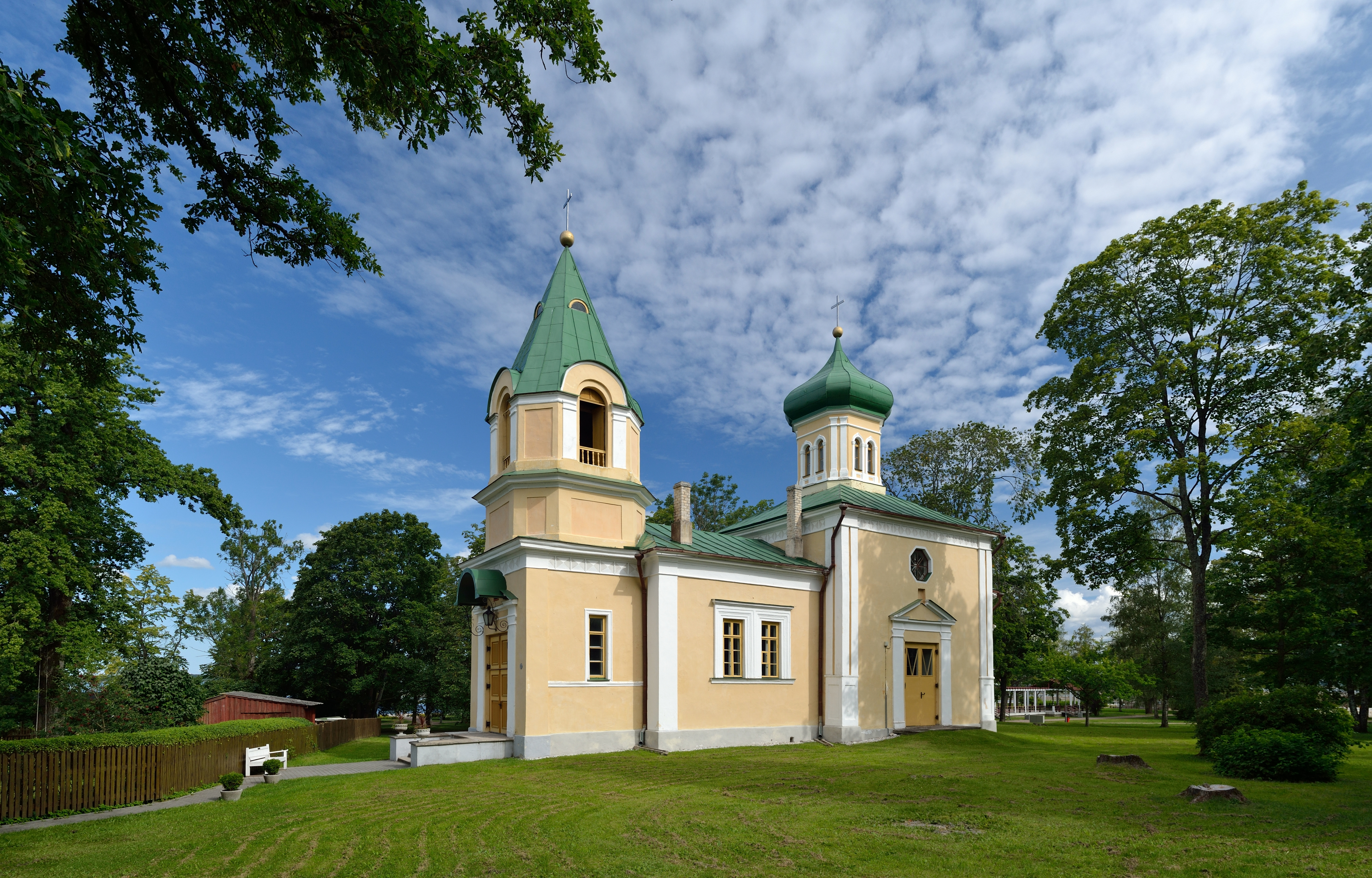
De orthodoxe kerk van Maria Magdalena
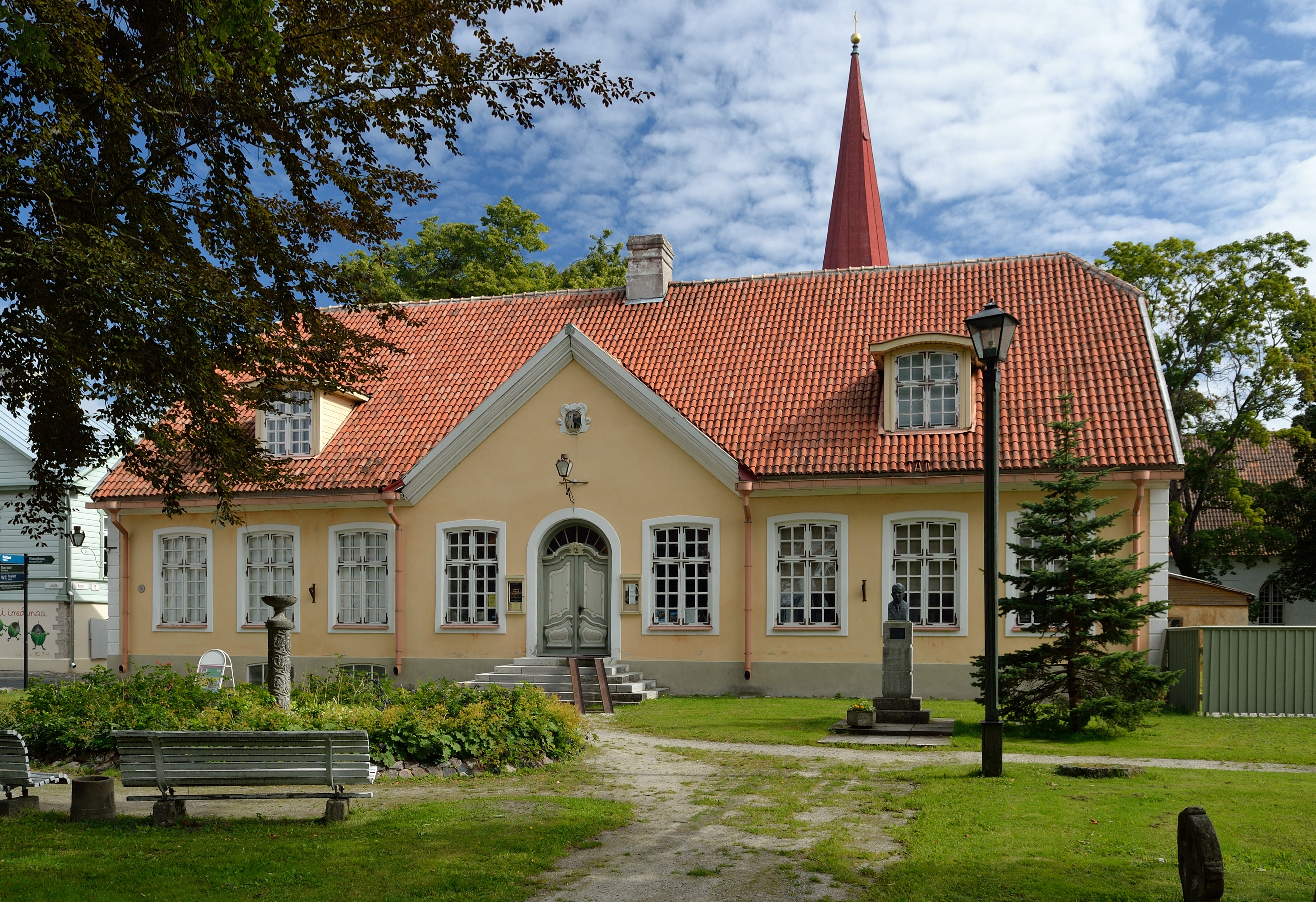
Stadhuis
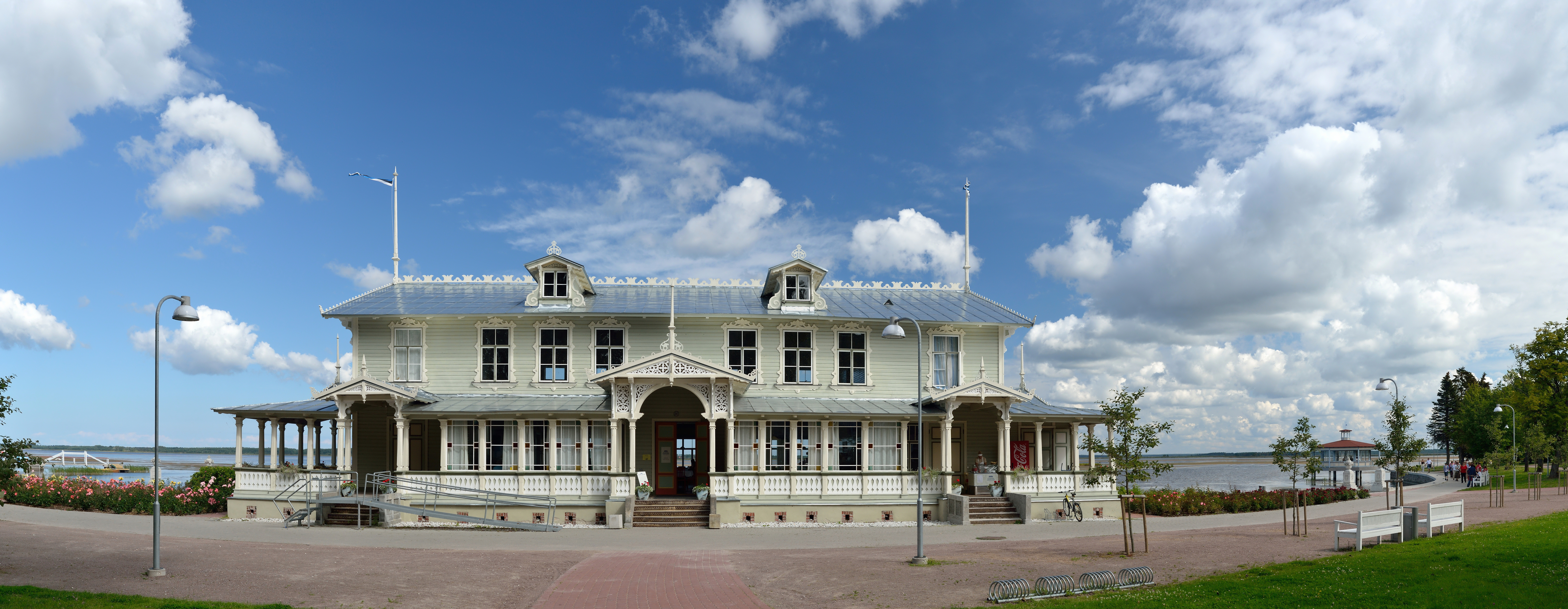
Kuurzaal
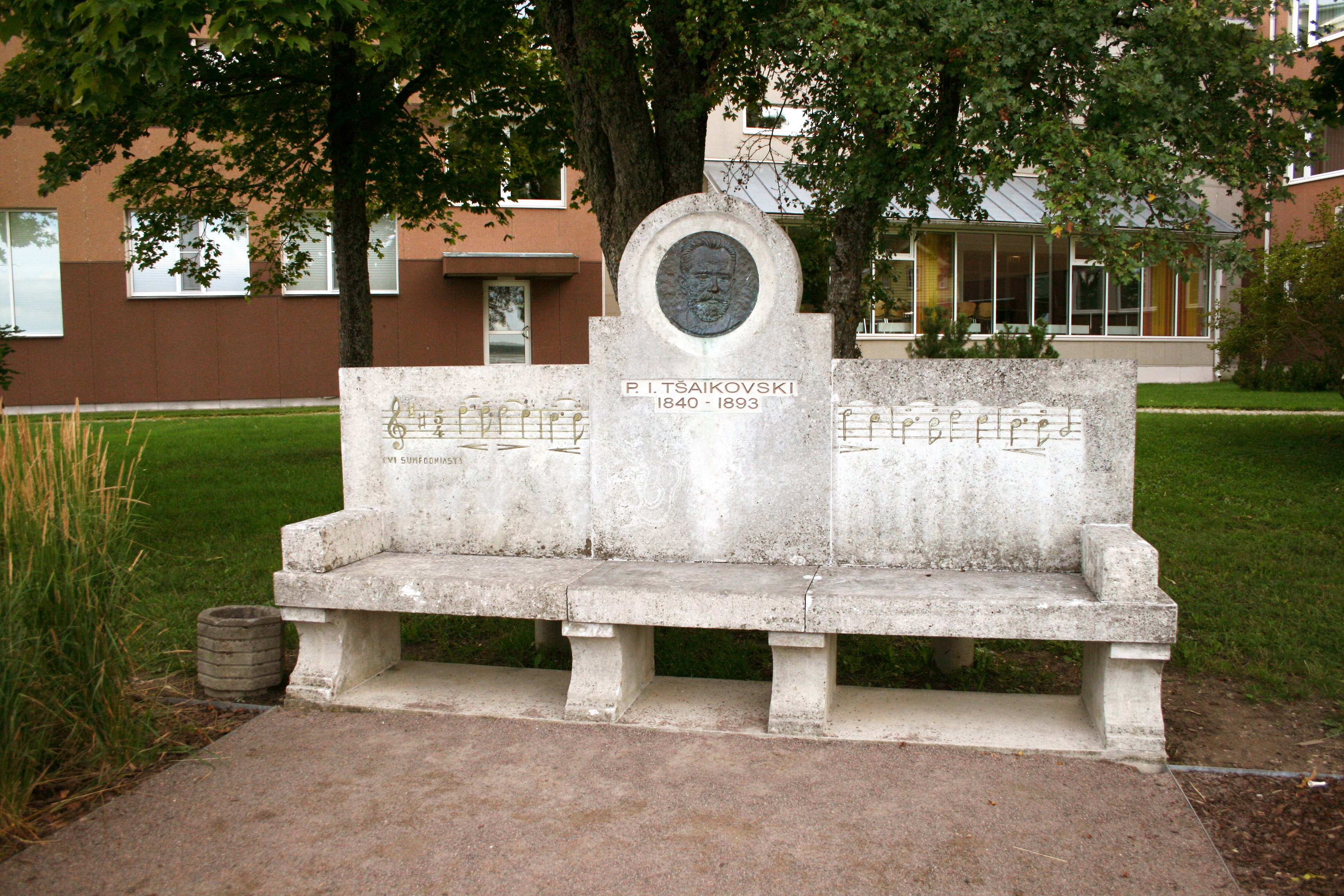
Tsjaikovskibank
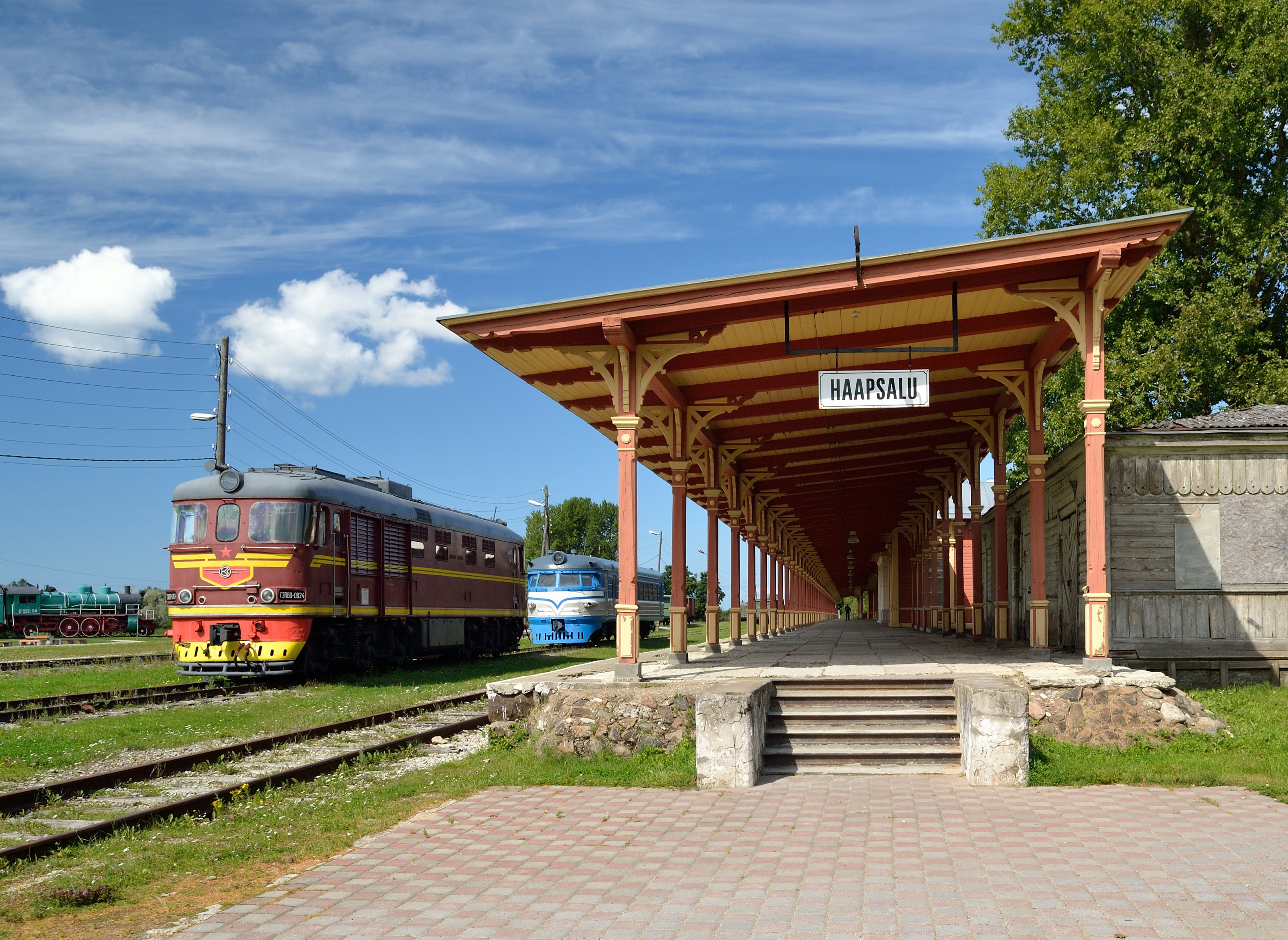
Voormalig station van Haapsalu
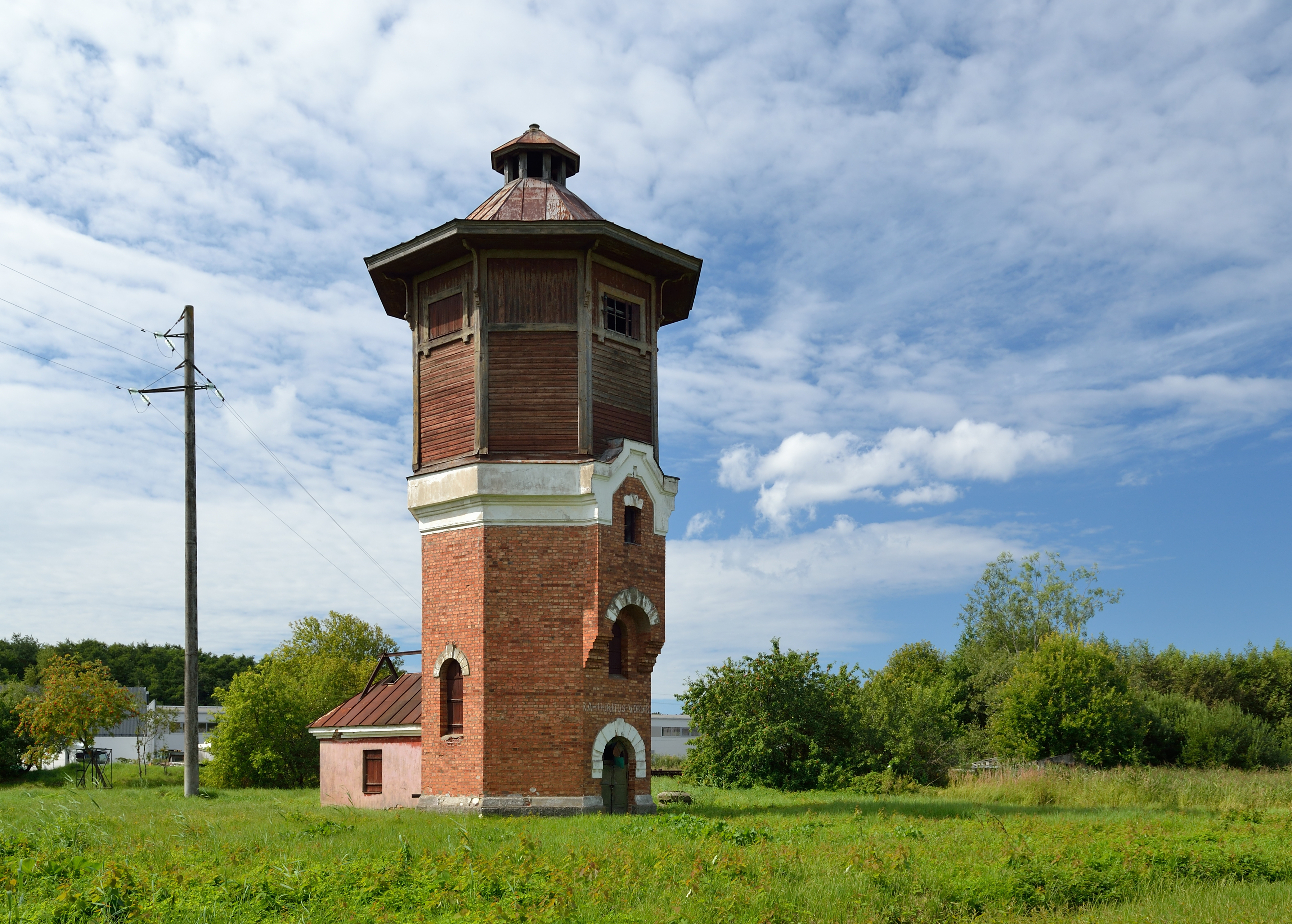
Watertoren
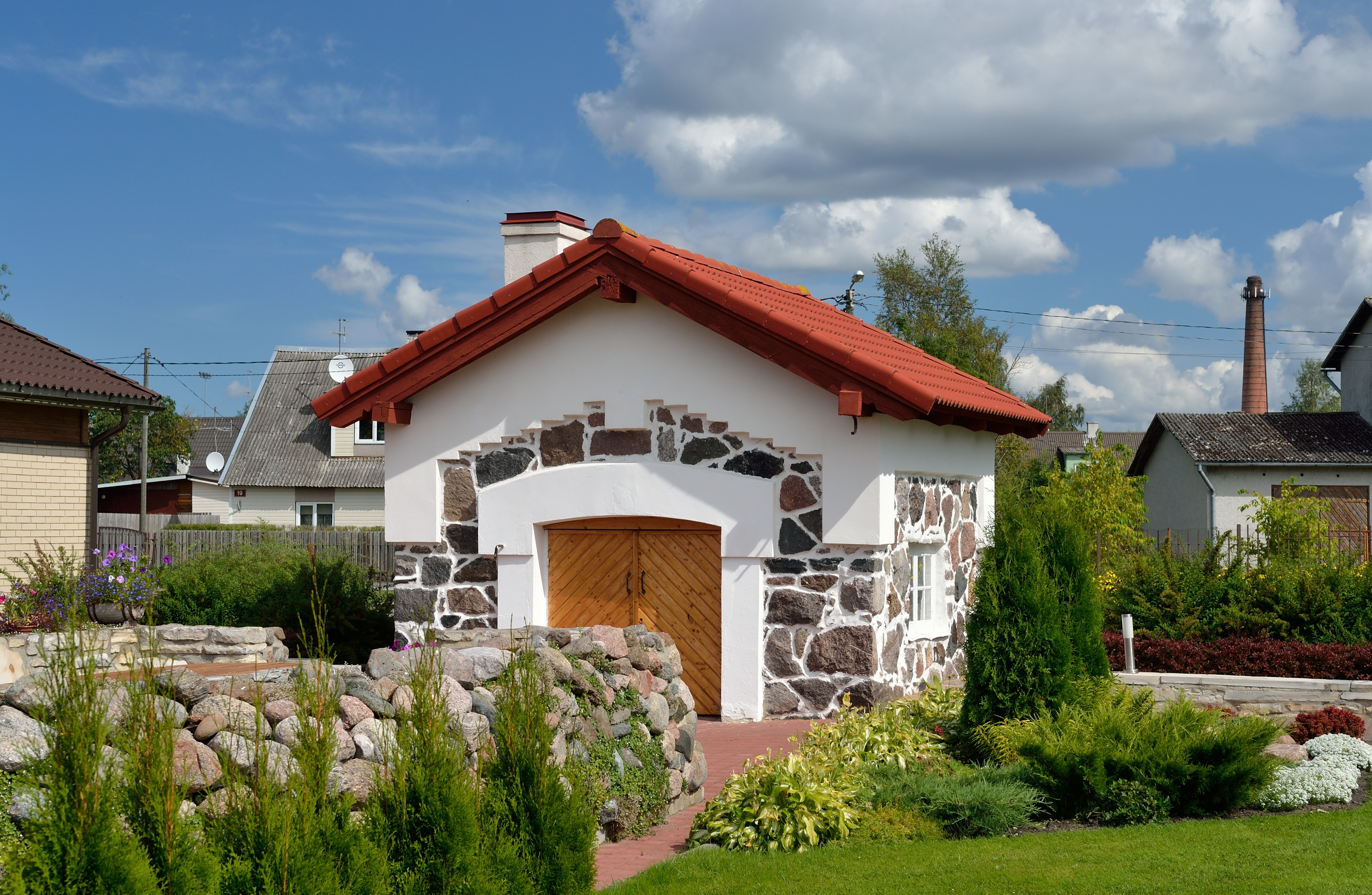
Werkplaats bij het station
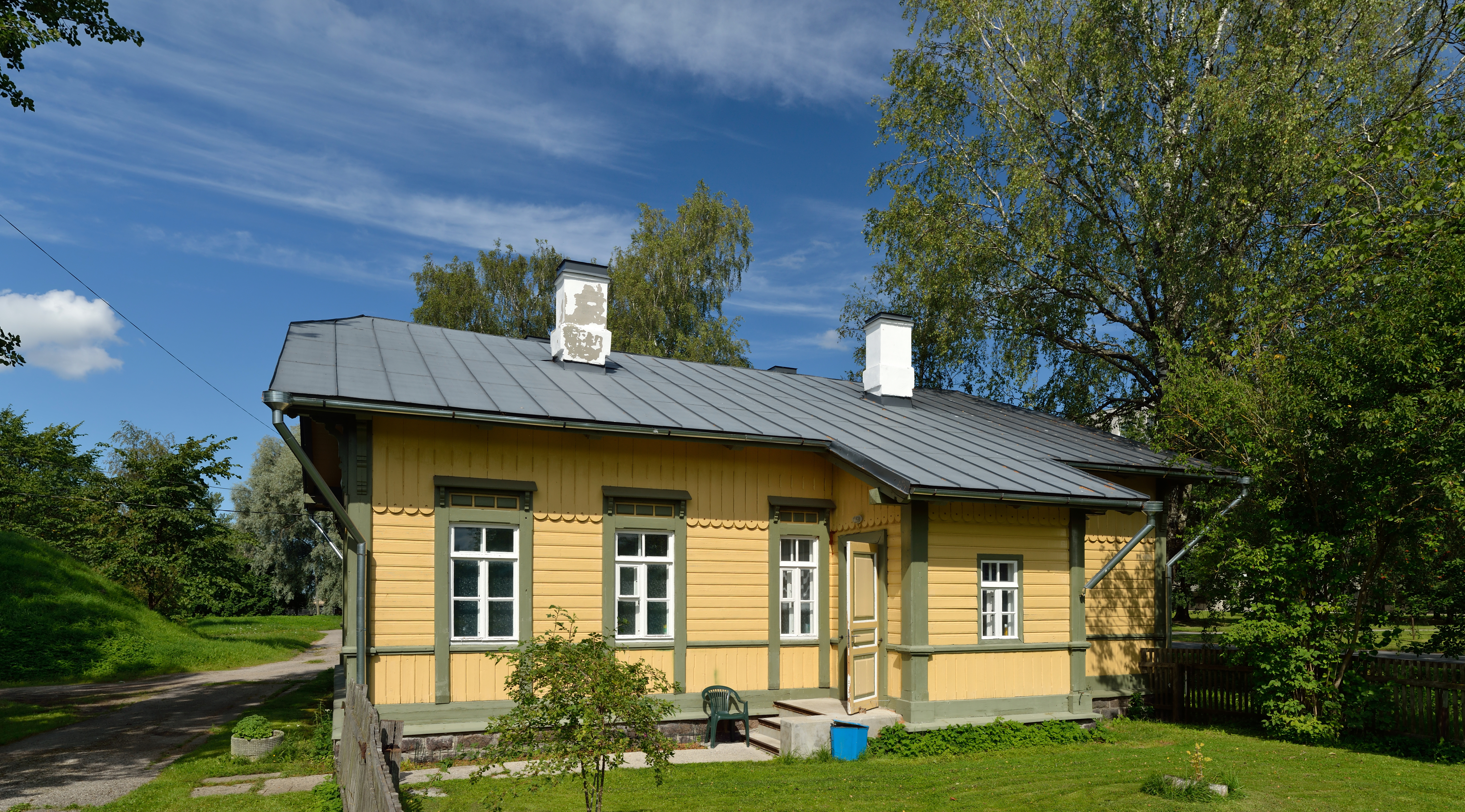
EHBO-hulppost bij het station
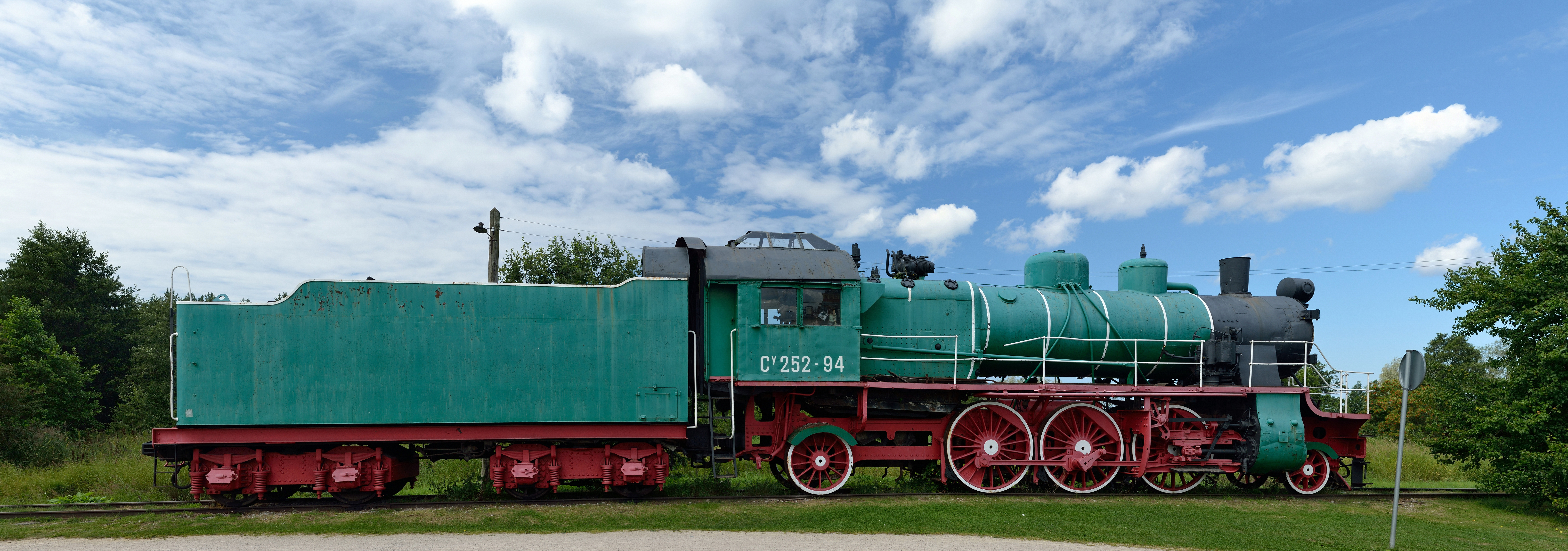
Stoomlocomotief